# David McClelland
David Clarence McClelland  (Mt. Vernon, Estado de Nueva York, 20 de mayo de 1917–Lexington 27 de marzo de 1998), psicólogo estadounidense, destacado por su labor en la teoría de la necesidad.
Publicó diversos trabajos entre la década de 1950 y 1990 y desarrolló nuevos sistemas de puntuación para el Test Temático de Apercepción (TAT) y sus descendientes.  A McClelland se le reconoce por el desarrollo de la Teoría de Motivación del Logro, comúnmente denominada «necesidad de logro». En el Review of General Psychology  publicado en 2002, McClelland fue ubicado en la posición 15 de los psicólogos más citados del siglo XX.

## Vida y carrera
David McClelland nació en Mt. Vernon, Nueva York, obtuvo una licenciatura en artes de la Universidad Wesleyan en 1938, una maestría en la Universidad de Misuri en 1939, y un doctorado en psicología experimental en la Universidad de Yale en 1941. Enseñó en Connecticut College y Wesleyan University antes de unirse a la facultad de la Universidad de Harvard en 1956, donde trabajó durante 30 años, como presidente del Departamento de Psicología y Relaciones Sociales. En 1987, se mudó a la Universidad de Boston, donde fue galardonado con el Premio de la Asociación Americana de Psicología por Contribuciones Científicas Distinguidas. Era un cuáquero devoto.
Los temas principales del trabajo de David McClelland fueron la personalidad y la aplicación de ese conocimiento para ayudar a las personas a mejorar sus vidas. Un tema fue el desarrollo de la teoría del valor de la expectativa de la motivación humana. Un segundo tema fue el desarrollo de pruebas y métodos operantes, como la Prueba de apercepción temática, la Entrevista de eventos conductuales y la Prueba de análisis temático. Un tercer tema fue el desarrollo de estudios de competencia laboral, y un cuarto tema fue la aplicación de esta investigación para ayudar a las personas y sus sistemas sociales, ya sea a través del desarrollo de la motivación y la competencia, el desarrollo de la organización y la comunidad y el cambio de comportamiento para combatir el estrés y adicción. David McClelland creía en aplicar los resultados de la investigación y las pruebas para ver si ayudaban a las personas. Jugó un papel decisivo en el inicio de 14 empresas de investigación y consultoría, la más grande fue McBer and Company (1965-1989), que luego se vendió a Yankelovich, Skelly & White.

### Teoría de la motivación del valor de la expectativa
McClelland afirmó que la motivación es "una preocupación recurrente por un estado o condición meta, medido en la fantasía, que impulsa, dirige y selecciona el comportamiento del individuo". Basando su trabajo en el trabajo de Henry Murray, se centró en tres motivos particulares: la necesidad de logro (N-Ach); la necesidad de afiliación (N-Aff); y la necesidad de poder (N-Pow). N-Ach es el deseo de sobresalir en relación con un conjunto de estándares. Es el impulso para triunfar. N-Pow es el deseo de influir y afectar a una organización. N-Aff es el deseo de tener relaciones personales cercanas. Las tres necesidades de McClelland no son secuenciales, sino que se utilizan en relación entre sí.
“Según su teoría, la mayoría de la gente posee y describe una combinación de estas necesidades: aquellos con una alta necesidad de logro se sienten atraídos por situaciones que ofrecen responsabilidad personal; los individuos con una necesidad dominante de autoridad y poder tienen el deseo de influir y aumentar su estatus y prestigio personal; y finalmente, aquellos con una gran necesidad de afiliación valoran la construcción de relaciones sólidas y la pertenencia a grupos u organizaciones ".
El trabajo de la década de 1940 hasta finales de la de 1960 se centró en el Motivo del Logro y su impacto en el desarrollo de las economías y el espíritu empresarial. Cambió su trabajo en la década de 1960 para centrarse en el motivo del poder, primero abordando cuestiones de adicción y alcoholismo (McClelland, Davis, Kalin y Wanner, 1972), luego a la eficacia del liderazgo, y más tarde a desarrollo comunitario. El trabajo sobre liderazgo y gestión ayudó a crear un nivel de comportamiento de la capacidad de una persona, que McClelland llamó "competencias". También dirigió los esfuerzos para mostrar la importancia de las competencias en relación con el conocimiento y los rasgos tradicionales de la personalidad en los resultados deseados de la educación superior (Winter, McClelland y Stewart, 1981). Su trabajo sobre el poder se extendió a la investigación sobre el proceso de curación natural del cuerpo.
A excepción del enfoque típico de un psicólogo, McClelland también examinó los efectos culturales y nacionales de los motivos y los relacionó con tendencias a gran escala en la sociedad, como el desarrollo económico, la creación de empleo, la provocación de guerras y la salud. El trabajo de McClelland sobre la motivación fue citado como el enfoque más útil para la motivación en un estudio de la antigua firma contable Touche Ross & Company (Miller, 1981).

### En busca de pruebas y medidas operantes
David McClelland argumentó que los métodos operantes (es decir, pruebas en las que una persona debe generar pensamientos o acciones) eran predictores mucho más válidos de resultados de comportamiento, desempeño laboral, satisfacción con la vida y otros resultados similares. Específicamente, afirmó que los métodos operantes tenían mayor validez y sensibilidad que las medidas de los encuestados (es decir, pruebas que exigen una respuesta de verdadero/falso, calificación o clasificación). Luchó contra los psicólogos más tradicionales que insistían en utilizar la autoevaluación, las medidas de los encuestados y evitar las medidas operantes porque, en los puntos de vista tradicionales, las medidas operantes adolecían de medidas de fiabilidad menos tradicionales. McClelland creía que eran posibles mejores medidas operativas con el uso de códigos fiables para procesar la información contenida en ellos. Afirmó que su búsqueda de toda la vida fue inculcar en los investigadores psicológicos el valor de extraer el pensamiento real de las personas (es decir, consciente e inconsciente) junto con su comportamiento. En repetidas ocasiones publicaba investigaciones y animaba a sus estudiantes de doctorado y colegas a mostrar que los métodos operantes, en comparación con los métodos respondientes, muestran consistentemente: (a) más validez de criterio; (b) mayor perspicacia a pesar de una menor confiabilidad test-retest; (c) mayor sensibilidad para discriminar el estado de ánimo y tales diferencias; (d) más singularidad y menos probabilidad de sufrir multicolinealidad; (e) mayor validez transcultural, porque no requerían que una persona respondiera a los ítems preparados; y (f) mayor utilidad en aplicaciones para el desarrollo humano u organizacional.

### Competencias laborales
McClelland y sus colegas conceptualizaron una amplia gama de capacidades. Reviviendo su teoría de la personalidad de 1951, McClelland y sus colegas de McBer and Company intensificaron la investigación de competencias en puestos gerenciales, de liderazgo y profesionales a principios de la década de 1970 (es decir, habilidades, autoimagen, rasgos y motivos, ver Boyatzis, 1982; Spencer y Spencer, 1993; Goleman, 1998). La definición de una competencia laboral requiere que se comprenda la intención de la persona, no simplemente que se observe su comportamiento. Utilizaron métodos operantes como entrevistas de incidentes críticos grabadas en audio, a las que llamaron entrevistas de eventos conductuales y simulaciones grabadas en video con diseños de investigación inductivos que comparan a los actores efectivos con los ineficaces o incluso menos efectivos. Este enfoque se centró en la "persona", más que en las tareas o el trabajo.
Los resultados de la investigación desarrollaron una imagen de cómo un trabajador superior en un trabajo piensa, siente y actúa en su entorno laboral. Esto se convirtió en un modelo de cómo ayudar a cualquier persona en un trabajo, o aspirante a uno, a desarrollar su capacidad. Se convirtió, en las próximas décadas, en la norma para el diseño de la formación, las prácticas de selección y promoción, el desarrollo profesional e incluso la educación superior en el desarrollo de personas para esos trabajos.
| Aptitudes, Habilidades y Conocimientos (CHA, en inglés) | David McClelland                                          |
| ------------------------------------------------------- | --------------------------------------------------------- |
| Aptitudes                                               | Talento natural de una persona                            |
| Habilidades                                             | Talento particular en la práctica                         |
| Conocimientos                                           | Lo que las personas necesitan para desarrollar las tareas |

### Ayudando a la gente a cambiar
David McClelland creía que si sabes cómo piensa y actúa un artista destacado, puedes enseñar a la gente a pensar y actuar de esa manera. Los primeros proyectos abordaron el desarrollo empresarial y la capacitación en pensamiento y comportamiento de logros para propietarios de pequeñas empresas en India, Túnez, Irán, Polonia, Malaui y los EE. UU.
“Entender la motivación humana debería ser algo bueno. Debería ayudarnos a descubrir lo que realmente queremos para evitar perseguir arcoíris que no son para nosotros. Debería abrir oportunidades para el autodesarrollo si aplicamos principios motivacionales para perseguir nuestras metas en la vida ”.
|                        | Motivo                        | Evidencia                                                                                              |
| ---------------------- | ----------------------------- | --- |
| Motivos verdaderos     | Logro                         | Búsqueda de retos en tareas moderadamente exigentes, hacer algo mejor por sí mismo.                    |
| Motivos verdaderos     | Poder                         | Influencia, control, aumentar estatus/prestigio, participar en competiciones                           |
| Motivos verdaderos     | Conexión (Afiliación)         | Construir, mantener y restaurar relaciones positivas con otras personas, armonía (motivo de intimidad) |
| Motivos verdaderos     | Evitación                     | (miedo al fracaso, al rechazo, al poder, al éxito)                                                     |
| Otros posibles motivos | Disgusto                      | |
| Otros posibles motivos | Miedo                         | Reacción ante el peligro                                                                               |
| Otros posibles motivos | Hambre                        | Esfuerzo por comida sabrosa                                                                            |
| Otros posibles motivos | Sexualidad (Respuesta sexual) | |
| Otros posibles motivos | Búsqueda de ayuda (Socorro)   | |
| Otros posibles motivos | Nutrición (Nurturance)        | - |
| Otros posibles motivos | Consistencia                  | Evitación de contradicciones cognitivas, búsqueda de confirmación de expectativas                      |
| Otros posibles motivos | Curiosidad                    | |
| Otros posibles motivos | Variedad                      | Búsqueda de ligeras desviaciones de lo familiar (búsqueda de sensaciones)                              |
| Otros posibles motivos | Eficacia (Impacto)            | Creación de efectos en el entorno                                                                      |

## Necesidad de éxito
La necesidad de éxito  hace elegir una tarea en función de su dificultad. Si se tiene una baja necesidad, se eligen actividades sencillas, que no requieran un gran esfuerzo y minimicen el riesgo de fracaso. En cambio, las personas con una necesidad alta buscan retos para superar progresivamente más complejos. También son más propensas al liderazgo, a trabajar de forma autónoma ya buscar compañeros con valores similares. Buscan el reconocimiento de su valía, se mueven por recompensas y creen en su eficacia. Atribuyen los resultados a la habilidad y el esfuerzo y menos a menudo a la suerte.

## Necesidad de poder
Las personas con una alta necesidad de poder quieren controlar a los demás u ocupar lugares de prestigio. El término fue acuñado por Henry Murray. Se relaciona con la madurez emocional: en los primeros estadios el poder se manifiesta en el dominio externo, al conseguir que los demás hagan lo que la persona desea u ordena, mientras que en los últimos se canaliza en el deseo de influenciar la personalidad ajena , de ser carismáticos o implicarse en causas globales.

## Necesidad de afiliación
La necesidad de afiliación reclama amor y aceptación de los demás, la persona quiere sentirse parte de un grupo en el que reine la armonía y la cohesión. Suele aceptar las reglas dadas y preferir tareas que exijan relación personal. Es una buena mediadora y capaz de mantener el esfuerzo por miedo a la pérdida de la aprobación.

## Publicaciones
- McClelland, D.C. (1951). Personality. New York: William Sloane Associates.
- McClelland, D.C., Atkinson, J.W., Clark, R.A., and Lowell, E.L. (1953). The Achievement Motive. New York: Appleton-Century-Crofts.
- McClelland, D.C., Baldwin, A.L., Bronfenbrenner, and Strodbeck, F.L. (1958). Talent and Society. New York: Van Nostrand.
- McClelland, D.C. (1961). The Achieving Society. New York: Van Nostrand.
- McClelland, D.C. (1964). The Roots of Consciousness. New York: Van Nostrand.
- McClelland, D.C. and Winter, D.G. (1969). Motivating Economic Achievement. New York: Free Press.
- McClelland, D.C., Davis, W.N., Kalin, R., and Wanner, E. (1972). The Drinking Man: Alcohol and Human Motivation. New York: Free Press.
- McClelland, D.C. (1975). Power: The Inner Experience. New York: Irvington Publishers, Halstead Press.
- Winter, D.G., McClelland, D.G., and Stewart, A.J. (1981). A New Case for the Liberal Arts: Assessing Institutional Goals and Student Development. San Francisco: Jossey-Bass.
- McClelland, D.C. (1984). Motives, Personality, and Society: Selected Papers. New York: Praeger.
- McClelland, D.C. (1987). Human motivation. New York: University of Cambridge.
- Smith, C.P., with Atkinson, J.W., McClelland, D.C., and Veroff, J. (eds.) (1992). Motivation and Personality: Handbook of Thematic Content Analysis. New York: Cambridge University Press.